# Флигорна
Флигорната е музикален инструмент от групата на медните духови инструменти.
Наподобяващ тромпета и имащ същия регистър. Някои го считат от семейството на саксофоните. Свири се с три пръста.
Предполага се, че в началото флигорната е използвана на бойното поле. Един от най-известните джаз изпълнители на флигорна е Майлс Дейвис.